# Bernard Vallet
Bernard Vallet (født 18. januar 1954 i Vienne) er en tidligere fransk landevejscykelrytter som vandt den prikkede bjergtrøje i Tour de France 1982.